# Bernard Unabali
Bernard Unabali (* 5. Mai 1957 in Bolioko Sovelle, Insel Bougainville, Salomon-Inseln; † 10. August 2019 in Manila, Philippinen) war ein papua-neuguineischer Geistlicher und römisch-katholischer Bischof von Bougainville.

## Leben
Bernard Unabali trat 1977 in das Priesterseminar St. Peter Chanel in Ulapia ein und studierte Philosophie und Theologie am Priesterseminar von Bomana in Port Moresby. Der Bischof von Bougainville, Gregory Singkai, spendete ihm am 14. Dezember 1985 in Sovele die Priesterweihe. An der Päpstlichen Universität Urbaniana in Rom graduierte er in Missionswissenschaften. Neben seelsorgerischen Tätigkeiten war er Ausbilder und lehrte Missiologie am Priesterseminar. Er wurde zum Generalvikar von Bougainville ernannt und hatte weitere Ämter in den Diözesanverwaltung inne.
Papst Benedikt XVI. ernannte ihn am 1. Juni 2006 zum Titularbischof von Cuicul und zum Weihbischof in Bougainville. Die Bischofsweihe spendete ihm der Bischof von Bougainville, Henk Kronenberg SM, am 6. September desselben Jahres; Mitkonsekratoren waren Alphonse Liguori Chaupa, Bischof von Kimbe, und John Ribat MSC, Bischof von Bereina.
Am 15. Dezember 2009 ernannte ihn Benedikt XVI. zum Bischof von Bougainville.
Er verstarb während eines Krankenhausaufenthaltes in Manila auf den Philippinen.